# Giuseppe Giriodi
Giuseppe Giriodi (né en 1896 à Turin en Italie et mort le 21 juillet 1981) est un footballeur italien, qui évoluait aux postes de milieu de terrain d'attaquant.

## Biographie
Giriodi dit Geppe ou encore Il notaio, joueur polyvalent qui pouvait évoluer à plusieurs postes, fait ses débuts footballistiques dans le club de sa ville natale turinoise, du FBC Juventus lors de la saison 1912, et joue son premier match le 10 novembre contre le Casale lors d'une défaite 3-0. Il inscrit son premier but le 23 novembre 1913 contre la Nazionale Lombarda. En 1915, le club, à cause de la Première Guerre mondiale cesse toute activité footballistique officielle, et Giuseppe Giriodi reprend avec l'effectif turinois en 1919, et y reste jusqu'en 1925, jouant son dernier match le 8 mars 1925 contre Bologne (défaite 2-1).
En 9 saisons passées avec la Juve, il a en tout inscrit 28 buts en 86 matchs.

## Palmarès
Juventus
- Championnat d'Italie :
  - Vice-champion : 1919-20.

### Statistiques
| Saison         | Club           | Championnat     | Championnat | Championnat |
| Saison         | Club           | Compétition     | Matchs      | Buts        |
| -------------- | -------------- | --------------- | ----------- | ----------- |
| 1912-1913      | Juventus       | Prima categoria | 4           | 0           |
| 1913-1914      | Juventus       | Prima categoria | 13          | 8           |
| 1914-1915      | Juventus       | Prima categoria | 6           | 4           |
| 1919-1920      | Juventus       | Prima categoria | 18          | 8           |
| 1920-1921      | Juventus       | Prima categoria | 10          | 5           |
| 1921-1922      | Juventus       | Prima categoria | 7           | 2           |
| 1922-1923      | Juventus       | Prima categoria | 15          | 1           |
| 1923-1924      | Juventus       | Prima categoria | 6           | 0           |
| 1924-1925      | Juventus       | Prima categoria | 7           | 0           |
| Total Juventus | Total Juventus |                 | 86          | 28          |
| Total carrière | Total carrière |                 | 86          | 28          |